# Anni 540
Gli anni 540 sono il decennio che comprende gli anni dal 540 al 549 inclusi.

## Eventi, invenzioni e scoperte

### Europa

#### Regno Franco
- 542: Clotario I, insieme al fratello Childeberto, partecipa alla spedizione a Saragozza.

- 548: Morte di Teodeberto I. Teodebaldo diventa re di Austrasia.

#### Regno Ostrogoto
- 540: Perdita di Ravenna.

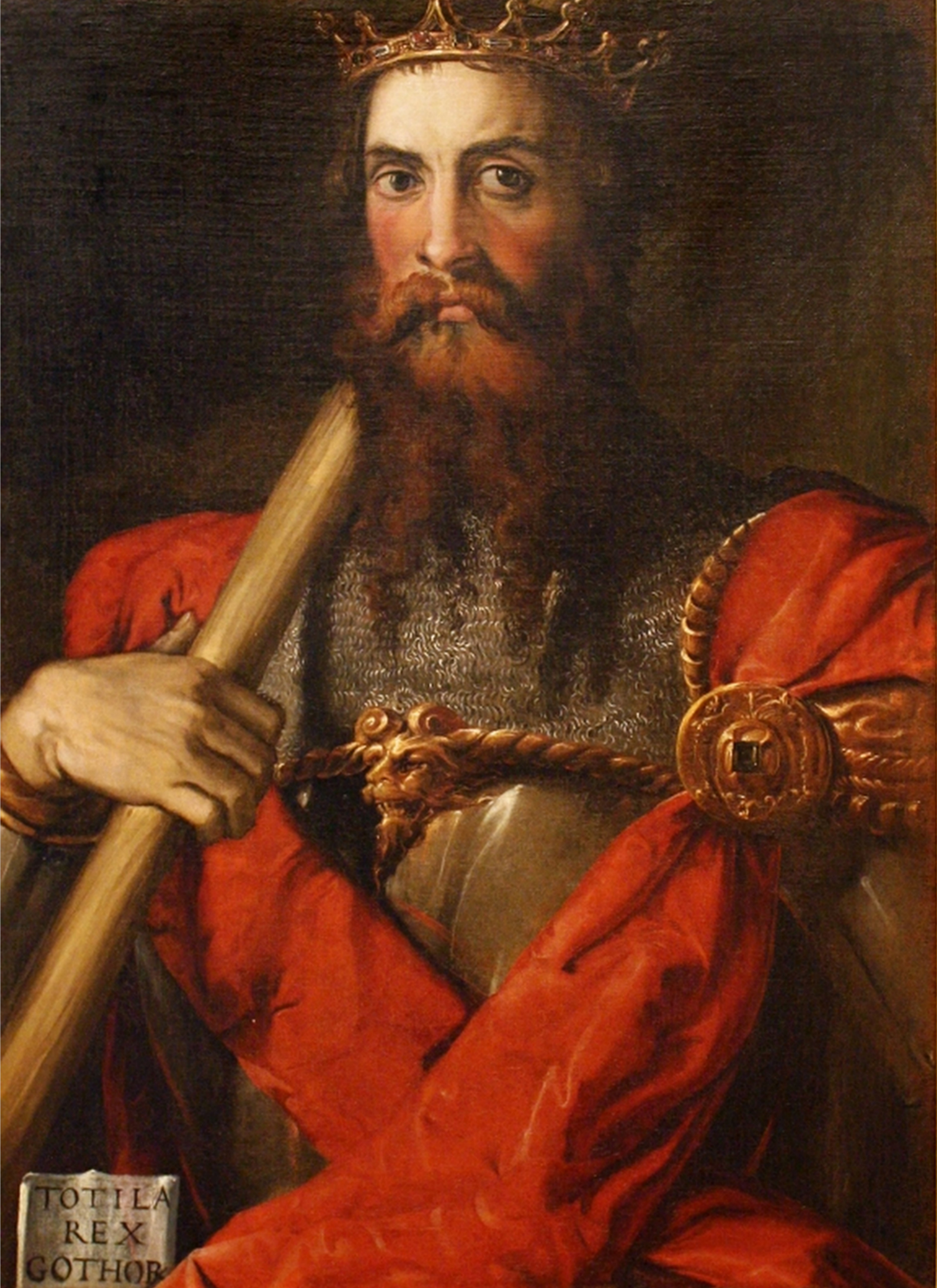
Ritratto di Totila, di Francesco Salviati (1549 circa)

- 541: Totila diventa re del Regno Ostrogoto, ormai ridotto ad uno stato al di sopra del Po. Tra tutti fu il re che più si oppose alla conquista dell'Italia da parte dell'Impero romano d'Oriente.
- 549: Totila pone sotto assedio Roma e riesce a riconquistarla grazie a un tradimento dei guardiani, che aprirono le porte al suo esercito. La città contò pochi sopravvissuti e il Senato si trasferì quasi completamente a Bisanzio. Totila durante il saccheggio proibì di uccidere e insultare le donne.

#### Impero romano d'Oriente
- 540: L'esercito di Giustiniano conquista Ravenna.
- 540: Un attacco improvviso da parte dell'Impero Sasanide causa la perdita di Antiochia.
- 541: Inizia il consolato di Anicio Fausto Albino Basilio. Il suo fu l'ultimo consolato della storia romana.
- 542: Periodo di massima diffusione della Peste di Giustiniano, che già l'anno prima aveva devastato l'Egitto.
- 542: In Spagna, l'esercito bizantino conquista Ceuta.
- 544: Giustiniano, postosi come rappresentante di Dio in Terra, condanna come eretici gli scritti di Teodoro di Mopsuestia, gli scritti di Teodoreto di Cirro e una lettera di Iba di Edessa.
- 549: A causa di un tradimento da parte dei guardiani, Roma viene riconquistata dagli ostrogoti.

#### Regno dei Visigoti
- 541: Il regno dei visigoti viene attaccato dai due re franchi Clotario I e Childeberto, che conquistano Saragozza e Pamplona.
- 542: A causa dell'attacco franco, Ceuta viene abbandonata e cade in mano bizantina.
- 548: Teudi viene assassinato. Teudiselo diventa re dei visigoti.
- 549: Teudiselo viene assassinato. Diventa re Agila I.

### Altro

#### Religione
- 544: La Chiesa di Roma, sotto ordine del papa, si oppone all'editto di Giustiniano.

## Personaggi
- Giustiniano I, imperatore bizantino